# Ilijuwci
Ilijuwci (bułg. Илиювци) – wieś w Bułgarii, w obwodzie Wielkie Tyrnowo, w gminie Elena. W 2024 roku liczyła 3 mieszkańców.